# Appuljärvi
Appuljärvi är en sjö i Vemo kommun i Finland.   Den ligger i landskapet Egentliga Finland, i den sydvästra delen av landet, 180 km väster om huvudstaden Helsingfors. Appuljärvi ligger 21 meter över havet. Arean är 31,2 hektar och strandlinjen är 5,1 kilometer lång. Sjön  ingår i Skärgårdshavets kustområde, Åland.   I omgivningarna runt Appuljärvi växer i huvudsak barrskog.
I övrigt finns följande vid Appuljärvi:
- Lamminjärvi (en sjö)
- Särkijärvi (en sjö)